# 楊炎 (乾隆進士)
楊炎（？—？），贵州開陽人，清朝政治人物、同進士出身。
乾隆十六年（1751年）辛末科進士，三甲一百六十二名，官湖北保康縣知縣。